# 日野上村
日野上村（ひのかみそん）は、かつて鳥取県日野郡にあった村で、1921年（大正10年）に霞村と宮内村が合併して誕生した。
村名は当初「大正村」という名前で鳥取県に申請したが、鳥取県内に既に大正村が存在していたため却下され、代案として日野郡および日野川の上流部（上手）に位置することから日野上という名称となったのが由来である。
1955年（昭和30年）5月20日に日野郡山上村と合併し伯南町となった。

## 沿革
- 1921年（大正10年） - 霞村と宮内村が合併して日野上村が発足。
- 1923年（大正12年） - 日本国有鉄道伯備北線の生山駅が開業。
- 1932年（昭和7年） - 石霞渓が国の名勝に指定される。
- 1939年（昭和14年）8月29日 - 矢戸地区で大火が発生し村役場ほか多くの建物が消失。
- 1941年（昭和16年） - 大正尋常高等小学校を日野上国民学校に改称。
- 1950年（昭和25年）6月 - 日野上村公民館を設置。
- 1950年（昭和25年）8月 - 日野上村養老院設置条例制定。
- 1951年（昭和26年） - 日野上村小水力発電所を設置。
- 1953年（昭和28年）12月17日 - 生山大火が発生し生山地区の大部分が消失する。
- 1955年（昭和30年）5月20日 - 日野郡山上村と合併し伯南町となる。